# Frédéric Brun
Frédéric Brun (Belfort, 18 de agosto de 1988) es un ciclista francés que fue profesional entre 2014 y 2016.

## Palmarés
2012
- 1 etapa del Tour de Jura

## Resultados en Grandes Vueltas
Durante su carrera deportiva consiguió los siguientes puestos en las Grandes Vueltas:
| Carrera | Carrera         | 2014 | 2015  | 2016 |
| ------- | --------------- | ---- | ----- | ---- |
|         | Giro de Italia  | —    | —     | —    |
|         | Tour de Francia | —    | 141.º | —    |
|         | Vuelta a España | —    | —     | —    |

—: no participa

Ab.: abandono